# Västergötland
Västergötlandⓘ là một trong những tỉnh truyền thống của Thụy Điển (landskap). Tỉnh này nằm ở phía tây nam của Thụy Điển. 
Västergötland giáp giới với các tỉnh Bohuslän, Dalsland, Värmland, Närke, Östergötland, Småland và Halland. Nó cũng được bao quanh bởi hai hồ lớn nhất Thụy Điển là hồ Vänern và Vättern, với một dải đất nhỏ vào vùng biển Kattegat. Trên dải đất nhỏ là thành phố lớn thứ hai của Thụy Điển, Gothenburg.
Cũng giống như các tỉnh của Thuỵ Điển hiện nay không còn chức năng hành chính.